# Кроу-Крикская резня

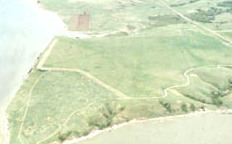
Вид на место резни.

Кроу-Крикская резня (англ. Crow Creek massacre) — уничтожение индейского поселения в Южной Дакоте (на месте современной резервации Кроу-Крик) в ходе междоусобной войны индейских племен.
Резня на Кроу-Крике произошла приблизительно в середине первой половины XIV века. Последние десятилетия тщательно изучалось американскими исследователями, которые при помощи методов археологии, палеогенетики, палеоботаники и иных смежных дисциплин сумели установить множество обстоятельств, касающихся жизни и гибели индейского поселения

## Обнаружение останков
Полуразрушенные остатки индейского поселения были известны долгое время — оно упоминается в Национальном реестре исторических мест США 1964 и более ранних документах. Однако лишь в 1979 году археолог Роберт Алекс, исследовавший поселение, наткнулся на массовое захоронение и запросил разрешение властей произвести тщательные раскопки. В результате были найдены останки, по меньшей мере 486 человек (возможно и большее число, так как скелеты были перемешаны и некоторые сильно повреждены, 486 указывается как «число обнаруженных правых височных костей»). Обнаруженные останки четко указывали на единовременную и насильственную смерть, многие тела сохранили следы пыток и/или ритуальных надругательств над трупом врага — в том числе скальпирования. Это событие, причины и предысторию которого попытались воссоздать американские археологи, получило название «Резня на Кроу-Крике».

## Результаты исследования останков
Исследование останков показало, что жители погибшего поселения долгое время испытывали серьёзные трудности с продовольствием. Об этом свидетельствовали следы хронических болезней, вызванных недоеданием. Кроме того, средний рост жителей поселения был ниже, чем у их предполагаемых археологических предков, причем женщины — ощутимо ниже. Как правило, это также объясняется долгим и систематическим недостатком продовольствия. Раскопки показали, что незадолго до гибели жители деревни употребили в пищу собственных домашних животных, в том числе собак. Употребление в пищу собачьего мяса было совершенно нехарактерно для индейских племен, и вероятнее всего, свидетельствовало об остром и продолжительном недостатке мясной пищи в округе.
Кроме того, некоторые останки сохранили следы предшествовавших резне военных столкновений — так, на некоторых черепах обнаружили следы прижизненного и пережитого скальпирования (со следами заживления ран), на других сохранились следы ранее полученных в бою ран, в том числе застрявшие в костях наконечники стрел.
Само погибшее поселение состояло, приблизительно, из 50 домов. Жители, видимо, ожидали нападения, поскольку попытались укрепить поселок, начав сооружение рва и вала. Однако они не успели закончить эти работы до ставшего роковым для них дня.
Большинство тел хранили следы ритуальных индейских издевательств над пленными врагами — отрезанные руки и ноги, вырезанные языки, скальпирование. Однако тела все же были погребены в одном общей могиле, благодаря чему не были уничтожены падальщиками. Хотя невозможно установить, кто же именно произвел захоронение — сами нападавшие, либо члены какой-то родственной общины.

## Гипотезы
Хотя в ходе исследования человеческих останков и остатков разрушенного поселения удалось получить очень много данных о жизни индейской общины, остаётся, и по видимому, навсегда останется спорным вопрос — что же именно стало причиной трагедии. И кем были убийцы. Одной из самых вероятных гипотез является версия о перенаселённости области Южной Дакоты в первой половине XIV века, куда, по-видимому спасаясь от длительной засухи переселились индейцы с Великих равнин, предположительно предки современного народа арикара. Это, в свою очередь, обострило вражду между индейскими общинами, вынужденными в буквальном смысле бороться за еду. Основными соперниками арикара выступили, предположительно, предки современного племени манданов.